# Blumenhagen
Blumenhagen este o comună din landul Mecklenburg-Pomerania Inferioară, Germania.